# Natursteig Sieg
Der Natursteig Sieg ist ein im April 2011 eröffneter Fernwanderweg, der in Nordrhein-Westfalen und Rheinland-Pfalz auf 196,4 km Länge durch den Rhein-Sieg-Kreis und den Landkreis Altenkirchen führt. Er beginnt im Siegburger Stadtteil Wolsdorf und verbindet Städte und Orte an der Sieg (vorerst) bis zum Bahnhof Mudersbach.
Die Steigführung wurde so gewählt, dass man über die Haltepunkte der Siegtalstrecke die einzelnen Etappen mit dem Öffentlichen Personennahverkehr von Köln, Troisdorf und Siegen aus gut erreichen kann. Seit dem Jahr 2013 ist der Steig ein Prädikatswanderweg. Es besteht die Möglichkeit einen Stempelpass zu erwerben und ihn an den verschiedenen Stempelstellen entlang des Steigs zu füllen.
In Planung ist die Fortführung des Steiges in drei weiteren Etappen in Richtung Siegquelle bei Netphen; der Steig soll dann über 250 km lang sein. Die Einrichtung der Wegweisung für diese neuen Etappen sollte ursprünglich im August 2019 abgeschlossen sein, aber auch im Jahr 2021 musste aufgrund borkenkäferbedingter Abholzungen die Wegeführung geändert werden, so dass eine Umsetzung noch nicht erfolgen konnte. Im Rahmen der Finanzplanung des Kreises wurde für 2022 ein Mittelbedarf für den „Abschluss der Planungsarbeiten, die Erstellung der Infrastruktur, das Wegemanagement und das Anschubmarketing“ ausgemacht. Borkenkäferbedingt konnte auch 2022 noch keine Umsetzung erfolgen, für das Frühjahr 2023 ist als nächster Arbeitsschritt die Einleitung des sog. Benehmensverfahrens vorgesehen.

## Wegzeichen
Das Wegzeichen (bzw. Wanderzeichen) des Natursteigs Sieg stellt die Windungen der Sieg weiß auf blauem Grund dar. Die Zuwege haben dasselbe Zeichen, allerdings weiß auf gelbem Grund.

## Verlauf

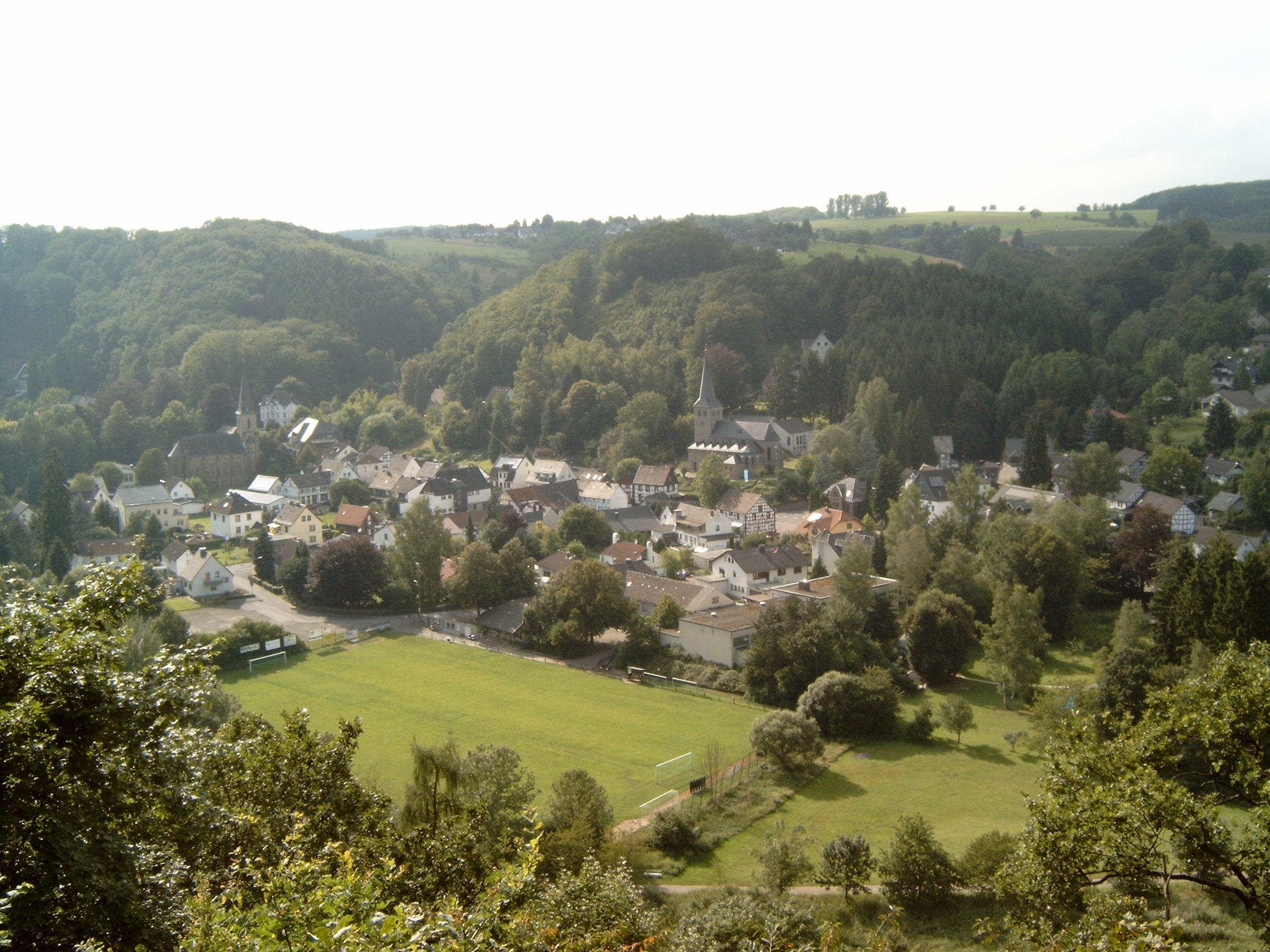
Windeck-Herchen, an dem u. a. die 5. Etappe vorbeiführt

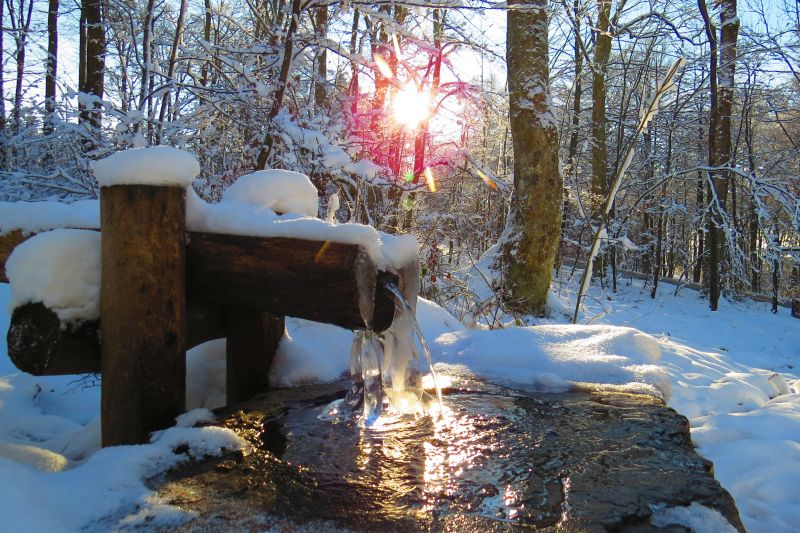
Die Siegquelle im Rothaargebirge; zukünftiger Endpunkt des Natursteigs (Januar 2016)

Der Natursteig Sieg beginnt am Bahnhof Siegburg/Bonn (ca. 57 m) und führt von dort anfangs entlang des Siegburger Mühlengrabens (ca. 56 m) zu den im Siegburger Stadtteil Wolsdorf liegenden Wolsbergen (ca. 115 m). Dann verläuft er durch Hennef und vorbei an der Wahnbachtalsperre zum Kloster Seligenthal, dem ersten Franziskanerkloster, das 1231 nördlich der Alpen errichtet wurde. Nachdem die Bröl gequert wurde, passiert er die Wallfahrtskirche in Bödingen nördlich und erreicht nach einem Bogen die Siegschleife bei Bülgenauel und kurz darauf die mittelalterliche Stadt Blankenberg. Von dort macht der Steig einen Bogen südlich von der Sieg weg und stößt erst bei Merten wieder auf den Fluss. Dort passiert er das frühere Augustinerkloster Merten sowie das Schloss Merten.
Anschließend führt der Steig in nordöstlicher Richtung nach Bohlscheid, von wo aus die Möglichkeit besteht über einen Zuweg nach Eitorf zu gelangen. Von dort verläuft er in nordöstlicher Richtung über die Mertener Höhe, einer Ansammlung von Ortschaften im Höhenzug Nutscheid (378,1 m), dem größten zusammenhängenden Waldgebiet im Bergischen Land. Kurz darauf macht er wieder eine Biegung in südliche Richtung nach Herchen und verläuft an der dortigen Pfarrkirche St. Peter vorbei.
Dann führt der Steig in die Leuscheid (388,3 m), einem Höhenzug im Westerwald – südlich der Sieg. Vorbei an Dattenfeld verläuft er nach Altwindeck mit dem Altwindecker Museumsdorf und der Burgruine Windeck. Kurz darauf führt der Steig nördlich an Schladern mit dem dortigen Siegfall vorbei. Er gelangt zum Aussichtspunkt Alter Stuhl (286 m), mit Blick unter anderem auf Rosbach, und stößt erst wieder in Au auf den Fluss – nun in Rheinland-Pfalz. Von dort führt der Steig grob in östlich Richtung bis Etzbach und macht dort dann einen Bogen nach Norden, sodass er Birken-Honigsessen anschließend nördlich passiert. Danach verläuft er zielstrebig wieder in südliche Richtung zurück zur Sieg nach Wissen. Vorbei am Schloss Schönstein führt der Steig weiter in östliche Richtung und passiert Scheuerfeld südlich. Dann umrundet er den südlich von Steineroth gelegenen Steinerother Kopf (478 m), und ein Wegabstecher verläuft zu einem 630 m westsüdwestlich des Berggipfels gelegenen Aussichtspunkt (453 m); von dort fällt der Blick zum Beispiel bis zum nahe Bonn gelegenen Siebengebirge. Anschließend führt er nach Alsdorf.
Nachdem der Steig in Betzdorf die Heller überquert hat, verläuft er ins Imhäuser Tal nach Herkersdorf und von dort zum etwa 20 m hohen Druidenstein. Anschließend führt er nach einer Talquerung am 18,59 m hohen Aussichtsturm Ottoturm, der auf der Gipfelregion des Kahlenberg (406,7 m) steht, vorbei zur Freusburg. Letztlich verläuft er nördlich der Sieg im Giebelwald auf maximal 449 m Höhe über die Südflanke des Giebelbergs (527,8 m) und vorbei an einer Mariengrotte zum Bahnhof Mudersbach, dem momentanen Steigende.

## Etappenübersicht
Der 196,4 km lange Natursteig Sieg wird normalerweise in 14 Etappen (E) durchwandert, die teilweise über den Hauptweg, aber auch zum Teil auch über Zuwege führen (Stand 2015):
|         | von Bahnhof                | nach Bahnhof               | Länge (in km); mit Zuwegen | Länge (in km); ohne Zuwege | Info |
| ------- | -------------------------- | -------------------------- | -------------------------- | -------------------------- | ---- |
| E01     | Bahnhof Siegburg/Bonn      | Bahnhof Hennef             | 14,4 km                    | 9,3 km                     | Link |
| E02     | Bahnhof Hennef             | Bahnhof Blankenberg        | 17,6 km                    | 15,6 km                    | Link |
| E03     | Bahnhof Blankenberg        | Bahnhof Merten             | 12,9 km                    | 11,6 km                    | Link |
| E04     | Bahnhof Merten             | Bahnhof Eitorf             | 14,8 km                    | 10,8 km                    | Link |
| E05     | Bahnhof Eitorf             | Herchen-Bahnhof            | 21,5 km                    | 17,7 km                    | Link |
| E06     | Herchen-Bahnhof (Schleife) | Herchen-Bahnhof (Schleife) | 18,3 km                    | 16,8 km                    | Link |
| E07     | Herchen-Bahnhof            | Bahnhof Schladern          | 18,1 km                    | 15,9 km                    | Link |
| E08     | Bahnhof Schladern          | Bahnhof Au                 | 17,4 km                    | 16,0 km                    | Link |
| E09     | Bahnhof Au                 | Bahnhof Wissen             | 18,4 km                    | 13,9 km                    | Link |
| E10     | Bahnhof Wissen (Schleife)  | Bahnhof Wissen (Schleife)  | 25,0 km                    | 19,2 km                    | Link |
| E11     | Bahnhof Wissen             | Bahnhof Scheuerfeld        | 15,4 km                    | 12,1 km                    | Link |
| E12     | Bahnhof Scheuerfeld        | Bahnhof Alsdorf            | 14,9 km                    | 12,2 km                    | Link |
| E13     | Bahnhof Alsdorf            | Bahnhof Kirchen            | 11,0 km                    | 8,4 km                     | Link |
| E14     | Bahnhof Kirchen            | Bahnhof Mudersbach         | 19,3 km                    | 16,9 km                    | Link |
| Gesamt: | Gesamt:                    | Gesamt:                    | 239,0 km                   | 196,4 km                   |      |

## Anschluss an den Eisenbahnverkehr

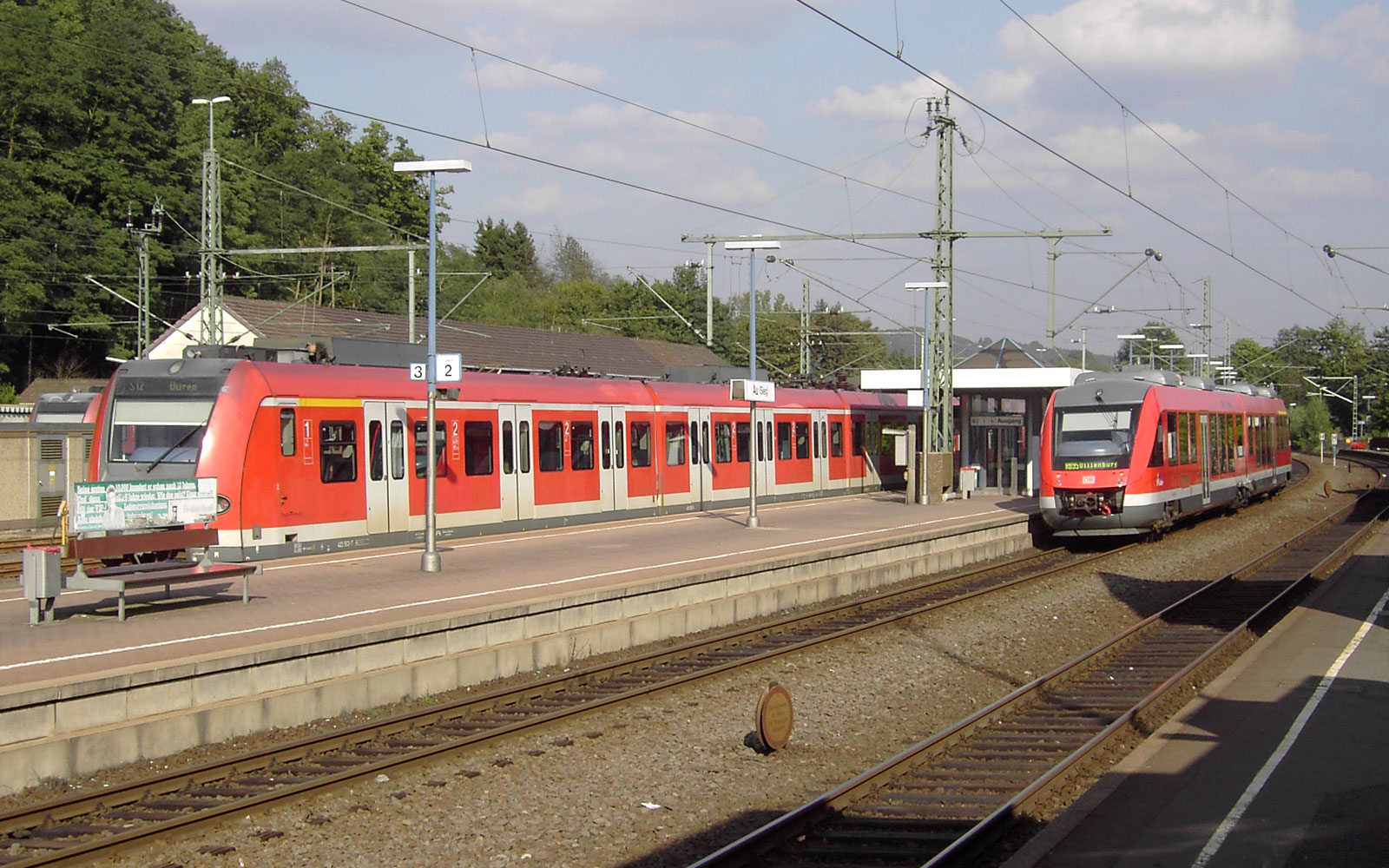
Bahnhof Au (Sieg) an der Siegstrecke sowie der Westerwald-Sieg-Bahn

- Die Linie S12 verkehrt ab zahlreichen Stationen in Köln von Siegburg bis Au an der Sieg entlang des Natursteiges Sieg
- Der RE9 verkehrt von Aachen kommend bis nach Siegen und zum Großteil entlang des Natursteiges
- Die RB90 verkehrt von Limburg kommend via Hachenburg und Altenkirchen ab Au entlang des Siegsteiges und weiter bis Siegen Hbf.